# Soracá

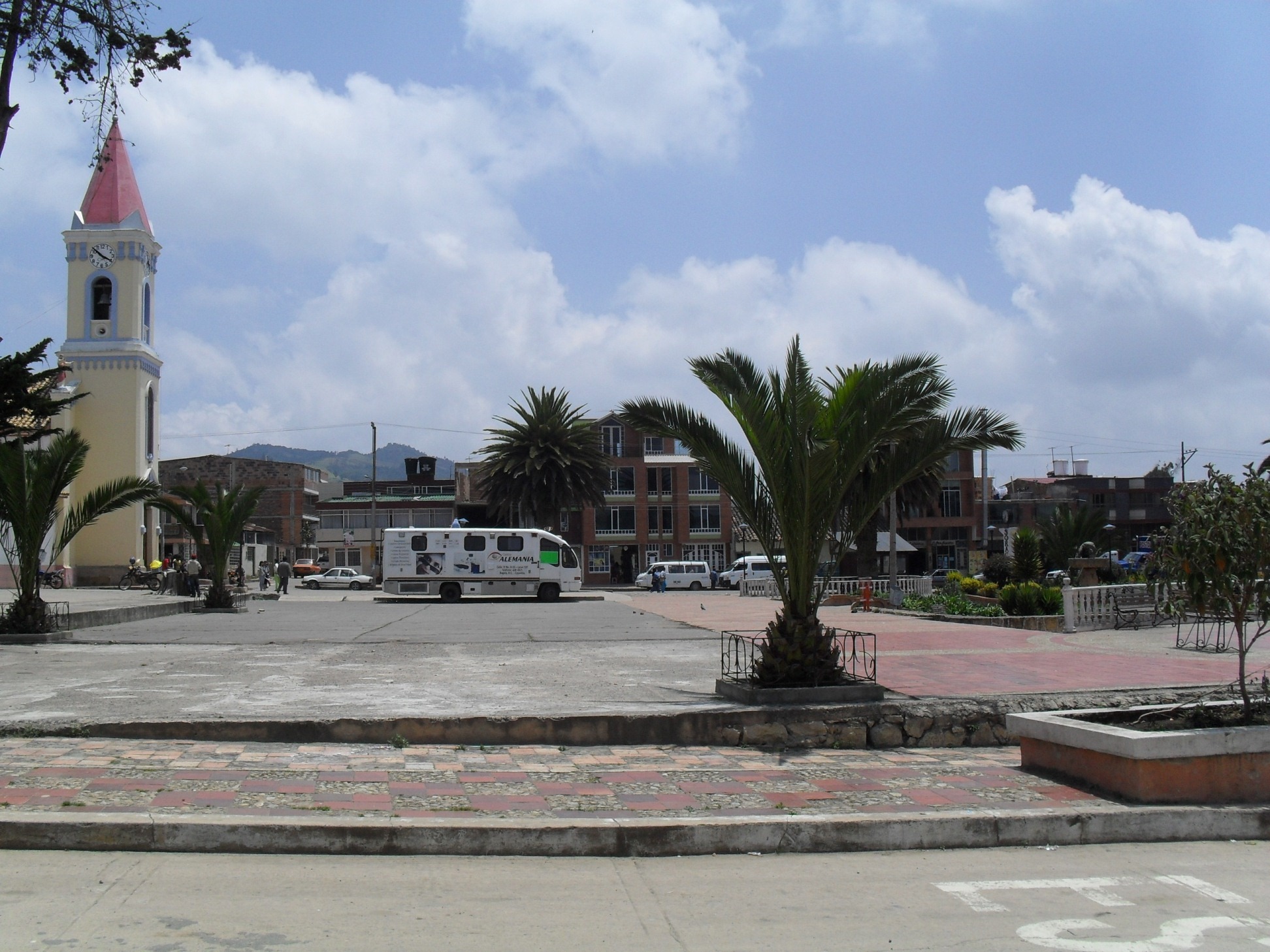
Parque principal de Soracá.

Soracá es un municipio colombiano, ubicado en la provincia del Centro, del Departamento de Boyacá. Dista 7 km de la ciudad de Tunja, capital del departamento.

## Toponimia
El topónimo Soracá, en muysc cubun (idioma muisca), significa «Mansión Regia».

## Historia
En la época precolombina, el territorio del actual municipio de Soracá estaba habitado por los indígenas soracaes, de la Confederación Muisca y eran tributarios del Zaque de Hunza (actual Tunja). En 1537 llegó el conquistador español Gonzalo Jiménez de Quesada, y el 7 de octubre de 1776 la población fue elevada a la categoría de parroquia por decreto del arzobispo de Santa Fe, Agustín de Alvarado y Castillo.
En 1820 y 1821 Simón Bolívar se alojó en Soracá con su ejército libertador. En 1954 Soracá adquirió la dignidad de municipio, aunque poco después pasó a ser corregimiento de Tunja, y en 1976 recuperó su estatus. La Ordenanza 41 de 1978 ratificó los límites municipales.

## Geografía
El territorio del municipio de Soracá pertenece a la cordillera Oriental de los Andes colombianos y se encuentra ubicada en las estribaciones del altiplano Cundiboyacense. El clima del territorio la hace adecuado para la producción de papa, trigo, frutales y pastos para el mantenimiento de la ganadería. Temperatura media: 12 °C
El municipio de Soracá cuenta gran cantidad de fuentes de agua, primordialmente en las veredas de El Rosal, Faitoque, Chaine, Quebrada Vieja y Quebrada Grande las cuales alimentan las microcuencas de las Quebradas El Muerto, El Arzobispo, Puente Hamaca y Quebrada Vieja.
Límites
Soracá está delimitada por los siguientes municipios:
| Noroeste: Tunja  | Norte: Tunja            | Nordeste: Chivatá  |
| Oeste: Tunja     |                         | Este: Siachoque    |
| Suroeste: Boyacá | Sur: Ramiriquí, Ciénaga | Sureste: Viracachá |

## División administrativa
Comprende las siguientes veredas: Alto Negro, Centro, Chaine, Cruz Blanca, El Salitre, Faitoque, Otro Lado, Puente Hamaca, Quebrada Grande, Quebrada Vieja, Rominguira y Rosal

## Ecología

### Flora
El bosque nativo está destruido en casi la totalidad del territorio, en lugar de ello se encuentran zonas arborizadas con árboles maderables como el ciprés, pino, eucalipto, urapanes y acacias. Solo quedan remanentes escasos de la vegetación natural con epifitas (musgos, quiches, líquenes, orquídeas, lianas y bejucos), árboles y arbustos como tunos, encenillos, raques, trompeto, espino, salvia, romero, juco o garrocho, mortiño, laurel, cucharo, uva camarona, pegamosco y mano de oso.

### Fauna
Se encuentran principalmente en el bosque de tipo andino el fara (Didelphis.sp), roedores, zorros, conejos y  armadillos; sin embargo, las diferentes especies se encuentran amenazadas por la caza y destrucción del bosque para sustituirlo por terreno apto para la ganadería.

## Economía

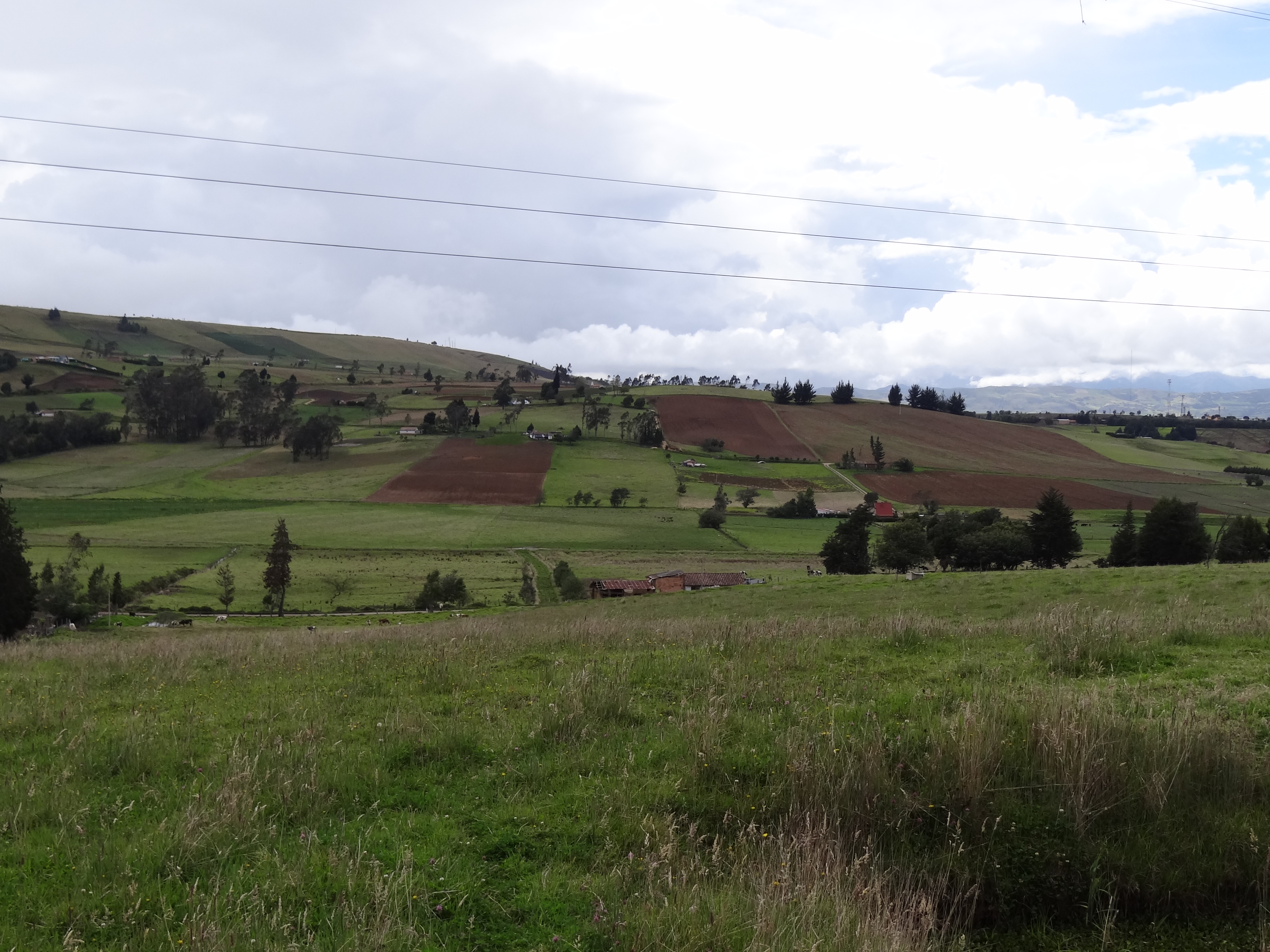
Parcelas agrícolas en el sector rural de Soracá.

En el sector primario se encuentra la agricultura (papa), seguida de la ganadería (vacuno) y otros de tipo microempresarial como: 
- Fábrica de Arepas
- Fábrica de quesos
- Fábrica de Ladrillos

## Movilidad
Conectada directamente desde Tunja por las avenidas Circunvalar y los Patriotas y sirve de punto de partida hacia Paipa por el norte y Páez al sureste por la Ruta Nacional 60